# Powerplay
Powerplay, från engelskans power play, är en sportterm som används inom många sporter och har olika betydelser beroende på vilken sport som avses. Bland annat förekommer termen i cricket, innebandy, ishockey och rugby league.

## Ishockey
Inom bl.a. ishockey och innebandy innebär powerplay att ena laget får spela med fler spelare i spel än det andra laget. Situationen uppstår när motståndarlaget fått en eller flera spelare utvisade. Situationen benämns också som numerärt överläge, medan motsatt situation med färre spelare på plan kallas numerärt underläge eller boxplay. Vanligen är det en eller flera spelare som begått regelbrott och de får då lämna isen.
Om lagen får varsin spelare utvisad spelar båda lagen med färre spelare men om fler spelare blir utvisade från varje lag kvittas dessa så att lagen ändå bara spelar med en färre spelare än normalt. Kvittning görs också om ena laget får två eller fler spelare utvisade och det andra laget färre spelare utvisade. Det lag med lägst antal utvisade spelare får då spela med fullt lag och det andra laget med så många färre spelare än motståndarna som de ändå skulle haft. Differensen på plan kan aldrig vara mer än två spelare.
Om laget med powerplay gör mål under en tvåminutersutvisning släpps den utvisade spelaren, eller en av de utvisade spelarna, ut på planen igen. Vid fem minuters utvisning får laget med powerplay fortsätta spelet med numerärt överläge oberoende av antalet mål som görs.